# Cadillac Deville (1965—1970)
Cadillac Deville или Cadillac de Ville (рус. Кадилла́к Деви́ль) — полноразмерные легковые автомобили американской фирмы Cadillac, отделения корпорации General Motors выпускавшиеся в 1949—2005 годах. В иерархии Cadillac занимали промежуточное положение между автомобилями начального уровня: 62-й серии, Calais, Seville и автомобилями высшего класса: 75-й серии, Eldorado. В описываемый период выпускались двухдверные купе Cadillac Coupe Deville, четырёхдверные седаны Cadillac Sedan Deville и открытые кабриолеты Cadillac Deville Convertible.
Непрерывный рост продаж привёл к тому, что производство уже не справлялось с объёмами поступающих заказов. Поэтому, 8 июля 1964 года завод Clark Street Assembly в Детройте был остановлен для реконструкции, 24 августа он был открыт вновь, и началось производство автомобилей 1965 модельного года, которые поступили в продажу 24 сентября. Это была самая длительная остановка завода в истории Cadillac, но переоборудование позволило существенно увеличить выпуск автомобилей.
С этого года все модельные ряды Cadillac были преобразованы, из большинства были убраны номера серий.

## 1965

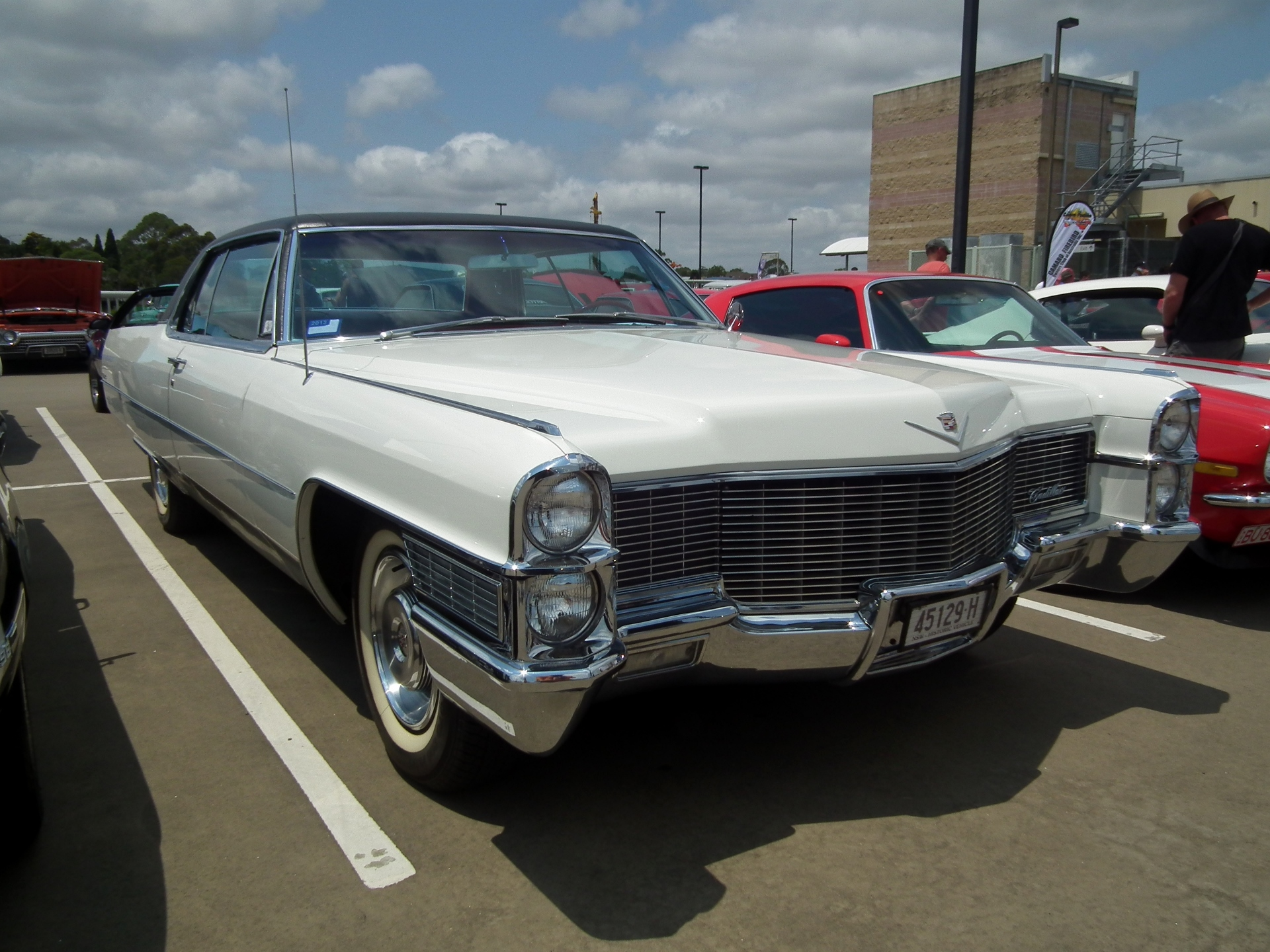
1965 Cadillac Coupe Deville с вертикальными фарами

Полностью новые автомобили 1965 модельного года были немного длиннее при сохранении прежней 129,5 дюймов (3289 мм) колёсной базы. В этом году покупателям предлагались четыре модели: двухдверное купе (Coupe), четырёхдверный седан с узкими центральными стойками, окрашенными в цвет кузова (Sedan), четырёхдверный седан без центральных стоек (Hardtop Sedan) и открытый кабриолет (Convertible).
Главное отличие автомобилей этого года — вертикальное, друг над другом, расположение фар головного света. Такое решение позволило сделать решётку радиатора шире и придать автомобилям больше солидности. Верхняя фара использовалась для ближнего света, для дальнего света включались обе фары. Подфарники размещались в переднем бампере, боковые фонари на концах передних крыльев были закрыты декоративными решётками. Вертикальные задние фонари имели красные отражатели по центру, окруженные прозрачными рассеивателями. Широкая хромированная накладка понизу окон отличала Deville от других моделей Cadillac. Из-за своей большой ширины, капот имел два, расположенных по краям запирающих замка. Стёкла всех дверей автомобиля были гнутыми без рамок.

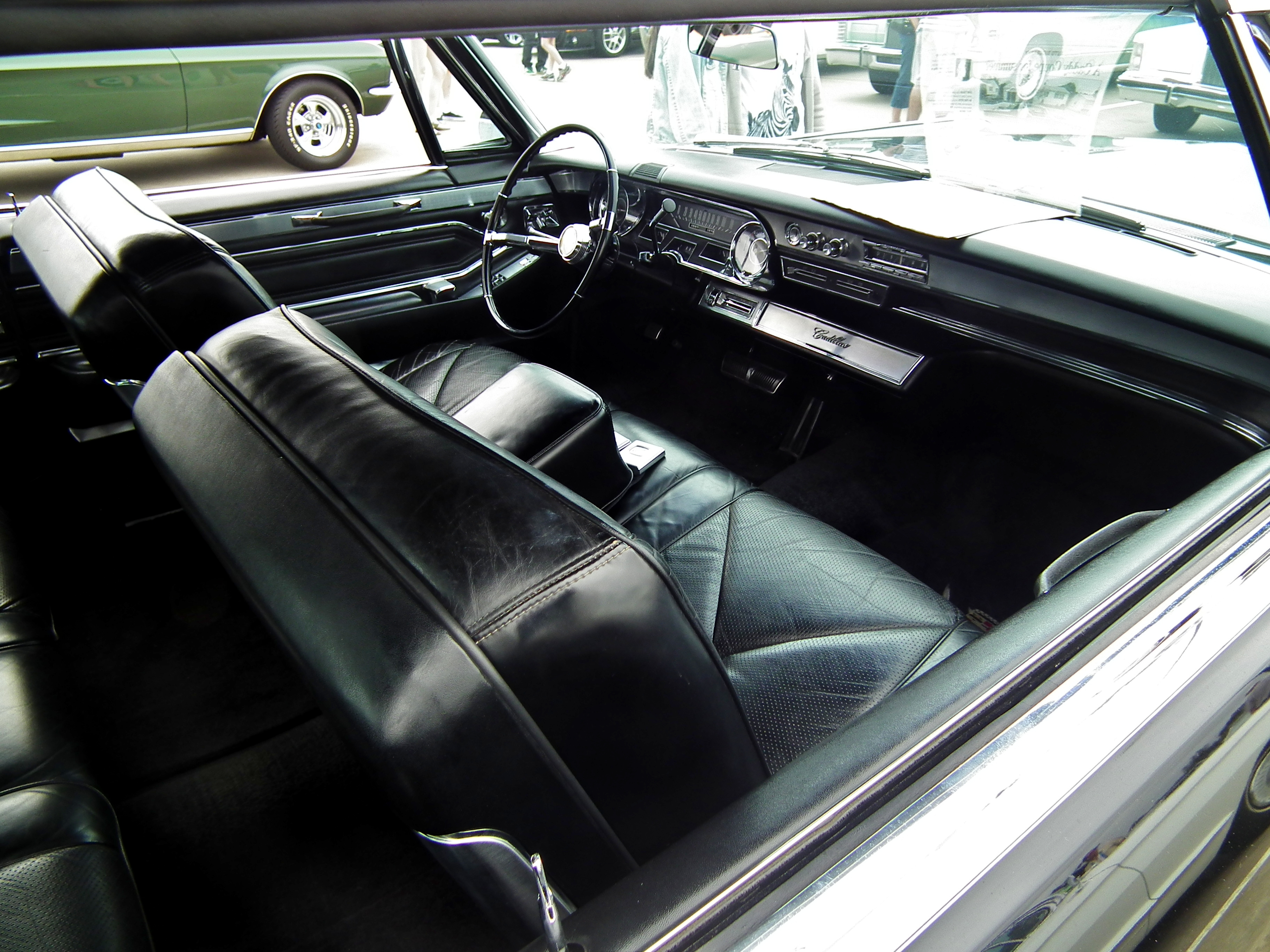
1965 Cadillac Coupe Deville с кожаным салоном

Применение новой периферийной рамы позволило расширить колею, сдвинуть двигатель вперёд и освободить больше пространства в салоне. Новое соединение кузова с рамой лучше защищало от передачи шумов. Салон имел восемь цветовых вариантов отделки тканью и кожей или семь только кожаных салонов. Подушка переднего сидения стала длиннее. Дверной проём стал шире, а пороги — ниже. Новые дверные замки работали тише и мягче. Устанавливаемая по заказу система центральной блокировки дверей разблокировала все двери автоматически при открывании водительской двери изнутри или ключом снаружи. Трёхспицевое рулевое колесо по заказу могло быть оснащено регулировкой по вылету (от себя — к себе) и по углу наклона. Для удобства входа и выхода, одним движением рычага можно было поднять подпружиненную рулевую колонку в крайнее верхнее положение.
Восьмицилиндровый V-образный двигатель рабочим объёмом 7 литров (429 кубических дюймов) и мощность 340 л.с. (bhp) остался прежним. Новые, рассчитанные с помощью компьютера, опоры двигателя снизили передачу вибрации на раму, особенно на холостом ходу. Выхлопная система с новым глушителем была спроектирована таким образом, что максимально подавляла резонансные колебания. Новый радиатор с горизонтальным течением жидкости имел более низкий профиль и лучше вписывался в переднюю часть автомобиля. В гидротрансформаторе автоматической трансмиссии Turbo Hydra-Matic (THM) появился статор (реактор) с лопастями переменного шага. При резком нажатии на педаль газа, шаг лопастей статора выставлялся таким образом, чтобы обеспечить передачу максимального крутящего момента на колёса. При медленном нажатии, шаг лопастей менялся, обеспечивая более точное управления тягой, что было удобно при парковке. Трансмиссия имела два рабочих диапазона: в первом она работала как обычно, а во втором блокировалось включение высшей передачи, что давало более выраженную реакцию автомобиля на нажатие педали газа и обеспечивало более мощное торможение двигателем. На автомобилях появился цельный (не разрезной) карданный вал с шарнирами равных угловых скоростей (спаренными карданами) на каждом конце.
Передняя подвеска имела вынесенные дальше вперёд растяжки нижних рычагов. Новая зависимая задняя подвеска теперь имела по одному продольному рычагу с диагональной растяжкой с каждой стороны заднего моста. Пружины опирались непосредственно на балку моста, а не на рычаги как это было ранее. Устанавливаемая по заказу система автоматического поддержания уровня пола (Automatic Level Control) обеспечивала постоянной высоту задней части автомобиля. Когда автомобиль нагружался и его пол опускался более чем на полдюйма (12 мм), открывался клапан подававший воздух от компрессора и резервуара в газонаполненные задние амортизаторы и автомобиль поднимался.
Всего было изготовлено 123 080 автомобилей: 60 535 седанов, 43 345 купе и 19 200 кабриолетов→.

## 1966

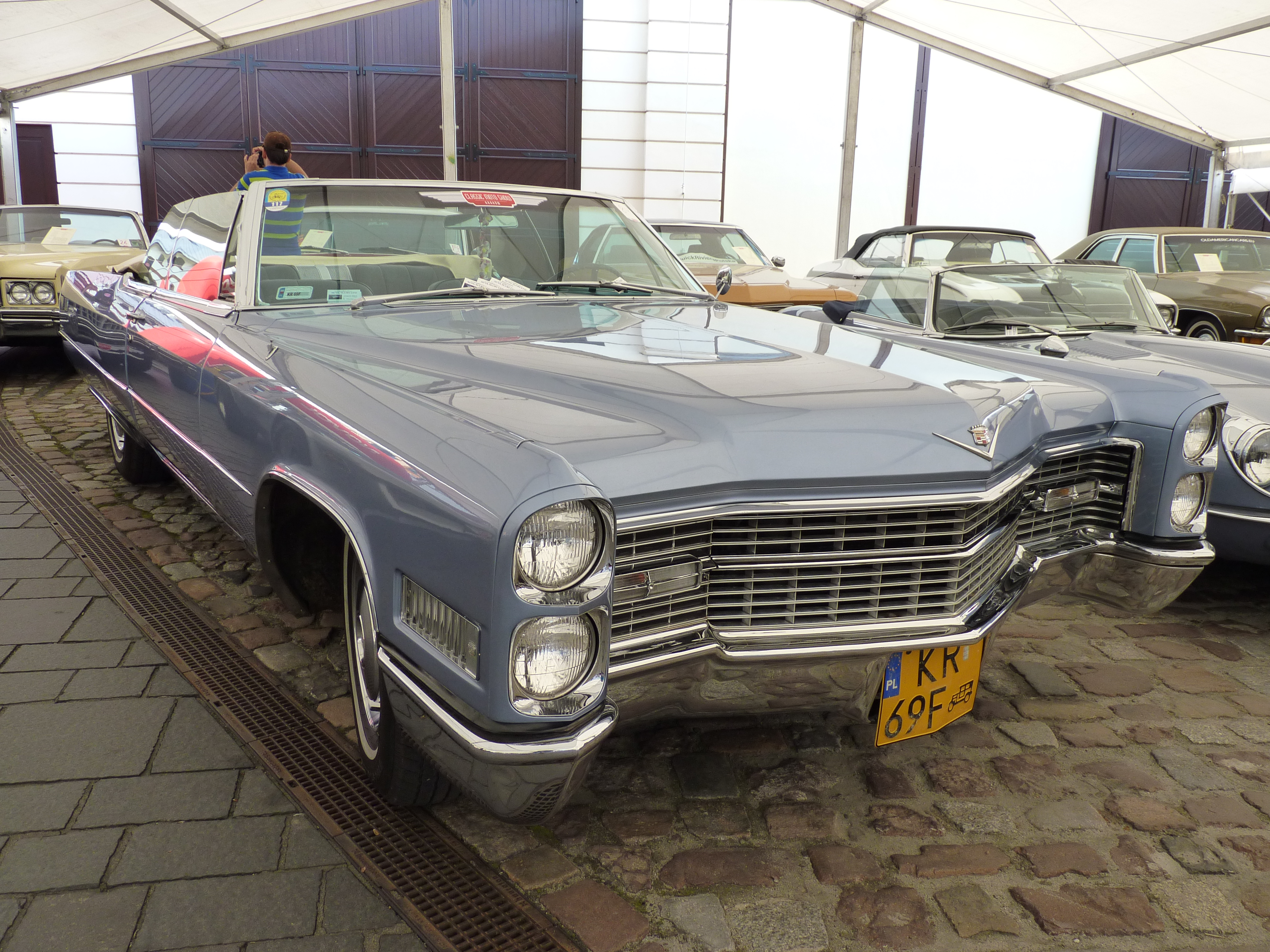
1966 Cadillac Deville Convertible с горизонтальной полосой и подфарниками на решётке радиатора

Новый дизайн передней части автомобилей этого модельного года стал собраннее, новая решетка радиатора была разделена надвое горизонтальной полосой, подфарники стали частью её. Вертикальные фары были отделены друг от друга окрашенной в цвет кузова рамкой, боковые фонари стали отдельным элементом внешнего вида. Низ более строгого заднего бампера окрашивался в цвет кузова, в задних фонарях красные рефлекторы стали больше, появились вертикальные хромированные полоски, защищавшие фонари. Набор моделей не изменился, все они имели надпись Cadillac на крышке багажника.
В салон по заказу можно было установить стереофонический радиоприёмник. Стерео усилитель располагался под панелью приборов, два громкоговорителя располагались по её бокам, а ещё два на задней полке. Звук одного канала подавался в передний левый и задний правый динамики, другого — в передний правый и задний левый динамики. Считалось, что так создаётся объёмное звучание подобное концертному залу. Можно было заказать раздельные передние сидения с подголовниками и электрообогревом. Передние и задние поясные ремни безопасности стали стандартным оборудованием. В соответствии с требованиями штата Нью-Йорк все автомобили, продаваемые там, оборудовались аварийной сигнализацией, при которой одновременно мигали подфарники, боковые и задние фонари. Такая система могла быть установлена по заказу на все другие модели.
Для увеличения долговечности, в двигателе применялись новые алюминиевые поршни со стальными вставками и увеличенной толщины поршневые кольца. Для продажи в Калифорнию, где применялись более строгие требования по ограничению выбросов, выпускались автомобили, двигатели которых были оснащены системой дожига углеводорода в отработавших газах (Air Injection Reactor system, «A-I-R»). Специальный насос подавал чистый воздух в выпускной трубопровод, доводя химическую реакцию горения до конца.
Новый рулевой механизм с переменным передаточным отношением позволил на треть уменьшить количество оборотов руля от упора до упора без увеличения усилия. В то же время, при прямолинейном движении усилие на руле возрастало, позволяя лучше контролировать автомобиль. Для повышения надёжности сзади стали применять полностью чугунные тормозные барабаны (раньше были составные, чугунный обод и стальной диск).
Всего было изготовлено 142 190 автомобилей: 72 410 седанов, 50 580 купе и 19 200 кабриолетов→.

## 1967

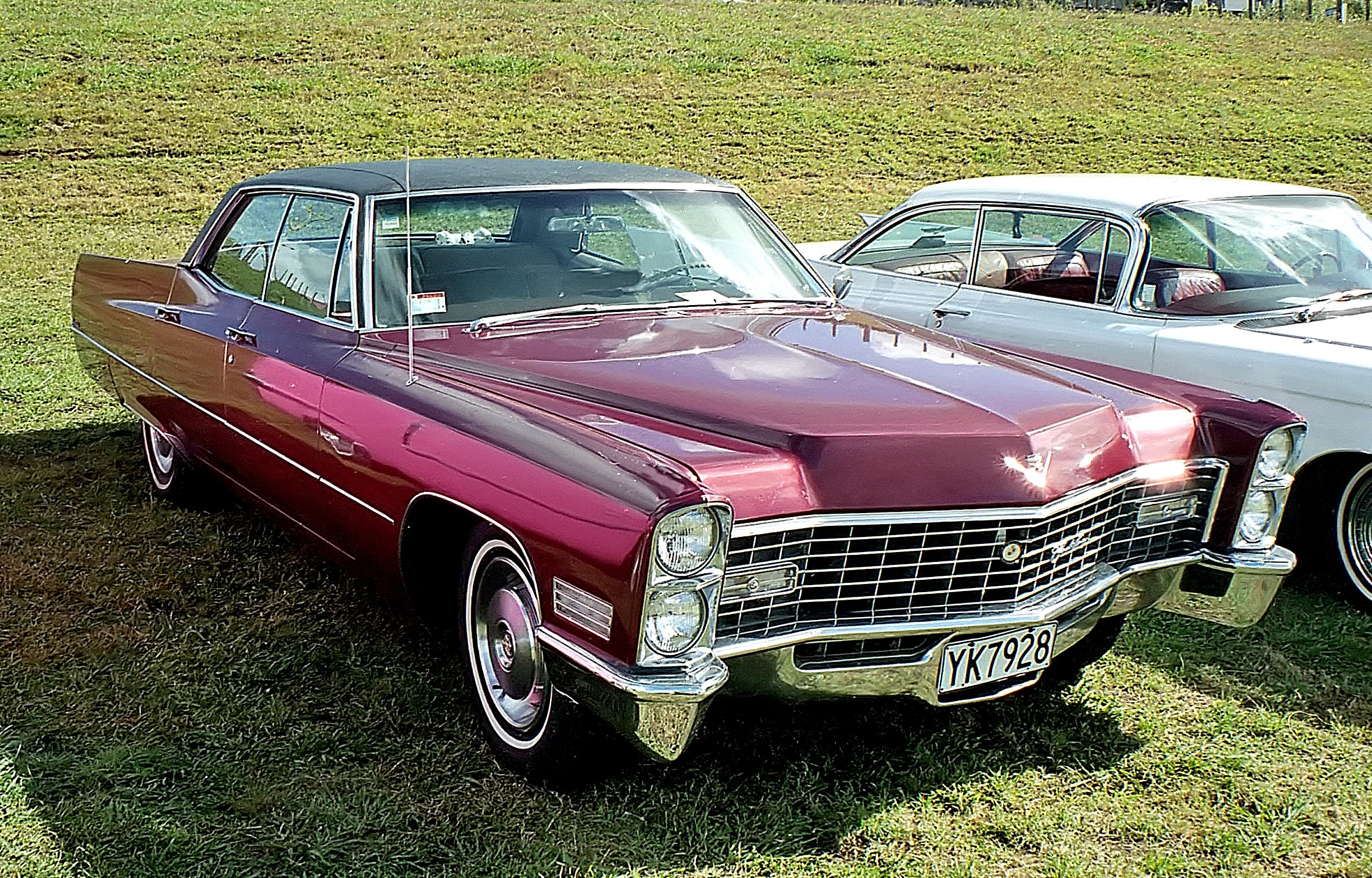
1967 Cadillac Hardtop Sedan Deville, хорошо видна рельефная форма боковины

В этом модельном году решётка радиатора лишилась горизонтальной полосы, стала прямоугольной с крупными ячейками. Блок расположенных друг над другом фар наклонился вперёд. Вновь появились боковины сложной формы, подоконная линия получила излом, задние стойки купе стали шире. С фонарей сзади убрали хромированную вертикальную защиту, красный рефлектор вновь стал меньше. Набор моделей остался прежним: Coupe, Sedan, Hardtop Sedan, Convertible. Прекратилось производство двухцветных автомобилей, вместо этого предлагалась обивка крыши искусственной кожей (винилом) шести разных цветов. Кузов можно было покрасить в один из цветов 21 оттенка, причём семь из них были перламутровыми (Firemist).

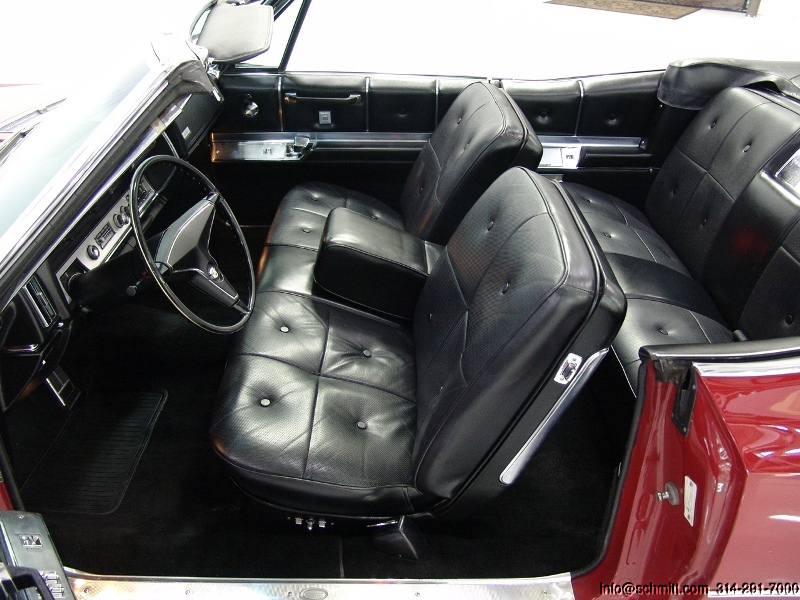
1967 Cadillac Deville Convertible, новая передняя панель, безопасный руль, кожаный салон, переднее сиденье с раздельными спинками

Кабриолеты стандартно оснащались салоном из перфорированной кожи тринадцати различных оттенков. Закрытые автомобили могли иметь восемь вариантов отделки салона тканью и кожей с двумя типами рисунков или девять вариантов кожаных салонов, за которые надо было доплачивать отдельно. Появились передние сидения с раздельной спинкой, наклон спинки можно было регулировать, но только у пассажира. По заказу можно было установить диагональный (плечевой) ремень безопасности на любое переднее место и центральный (третий) поясной ремень сзади. Появилась новая панель приборов, двери имели новые, с мягкой обивкой панели.
Салонное зеркало заднего вида из безосколочного стекла с окантовкой легко отрывалось при ударе. Сигнал аварийной остановки, при котором моргали все лампы указателей поворотов, стал стандартным оборудованием. Появился сигнализатор отказа одного из контуров тормозной системы. При температуре около нуля система климат-контроля сначала охлаждала воздух для достижения определённой влажности, затем подогревала его перед поступлением в салон. Система имела несколько разных режимов работы. Режимы вентиляции (OFF, VENT) при которых в салон просто поступал наружный воздух без регулировки его температуры. Автоматический режим работы (AUTO, LO), при котором нагрев или охлаждение воздуха и скорость вентилятора устанавливались автоматически. Режим работы с большой подачей (HI) для быстрого охлаждения стоящего на солнце автомобиля. А также, режимы отпотевания (FOG) и разморозки (ICE) ветрового стекла.
Двигатели стали оснащаться новым большей производительности карбюратором Rochester & Carter. Толкатели клапанов и коромысла были облегчены, что в сочетании с новым распредвалом снизило шумность мотора.
На автомобили стали устанавливать меньшего диаметра безопасное (с мягким центром) рулевое колесо. Рулевая колонка стала складывающейся при ударе, предохраняя водителя от травм при аварии.  Для уменьшения передачи вибраций в соединении рулевой колонки с рулевым механизмом стали устанавливать резиновую муфту, а сам рулевой механизм стал крепиться к раме с помощью резиновых подушек. В тормозной системе появился большей размерности вакуумный усилитель и стойкие к коррозии тормозные трубки.
Свадебный автомобиль Элвиса и Присциллы, красный Coupe Deville 1967 года был продан с аукционы за 88 тысяч долларов в 2014 году.
Всего было изготовлено 139 807 автомобилей: 68 702 седана, 52 905 купе и 18 200 кабриолетов→.

## 1968

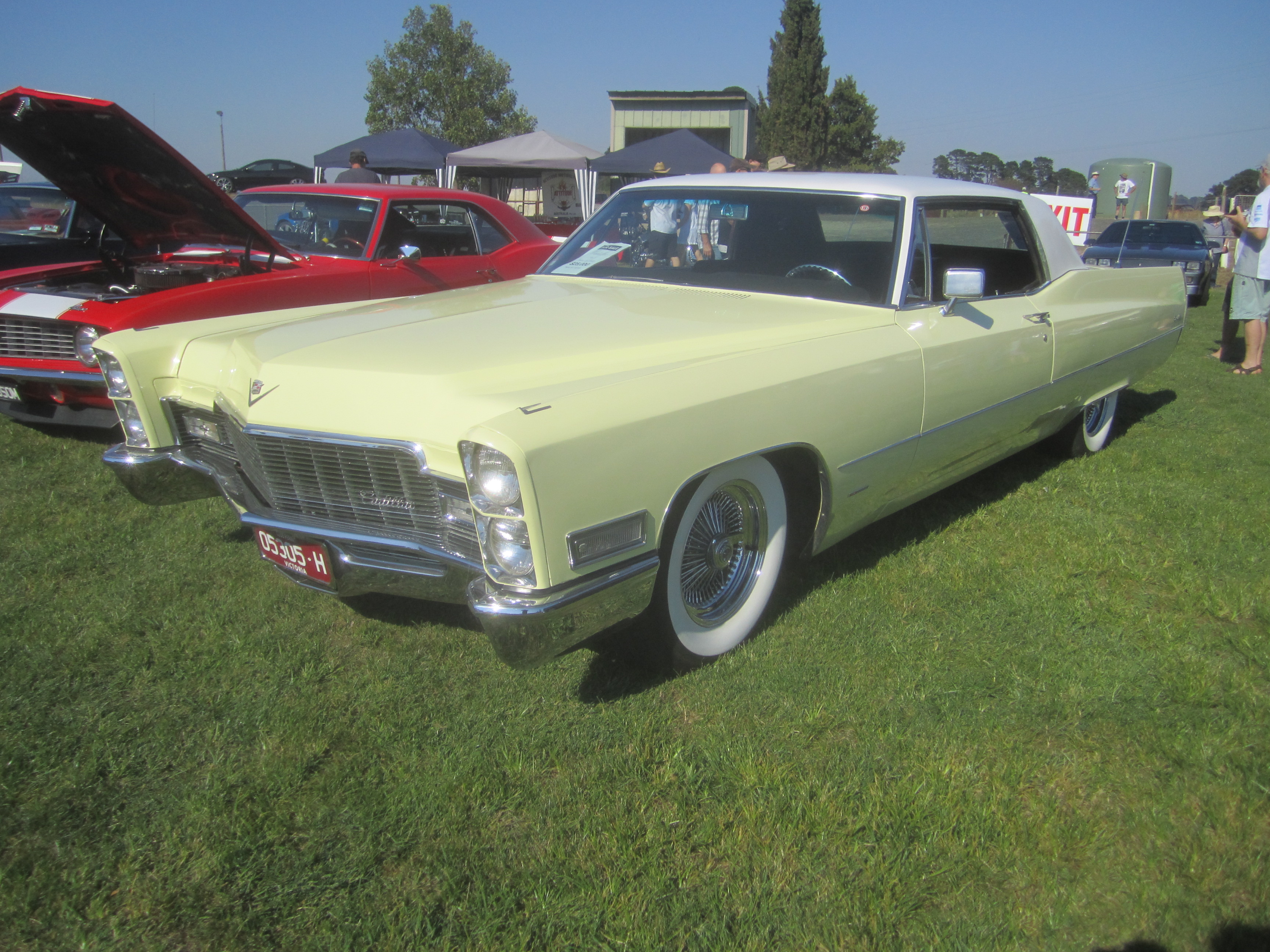
1968 Cadillac Coupe Deville с заниженной по краям решёткой радиатора и квадратным зеркалом заднего вида

В 1968 модельном году автомобили стали ещё чуть длиннее, полная длина их превысила 5,7 метра. Новая решётка радиатора была занижена по краям, образовав чёткий прямоугольник в центре. Стеклоочистители теперь прятались в нижней части ветрового стекла за кромкой удлинённого капота. На боковых фонарях появилась эмблема Cadillac, внутрь их стали встраивать оранжевые указатели поворотов. Задний хромированный бампер опустился до самого низа. Отличительной чертой автомобилей этого модельного года были рассеиватели габаритов, размещённые по бокам задних фонарей, сами же фонари практически не изменились. Появилось большей величины левое прямоугольное наружное зеркало заднего вида с регулировкой из салона , по заказу такое же зеркало можно было установить справа, но без регулировки.

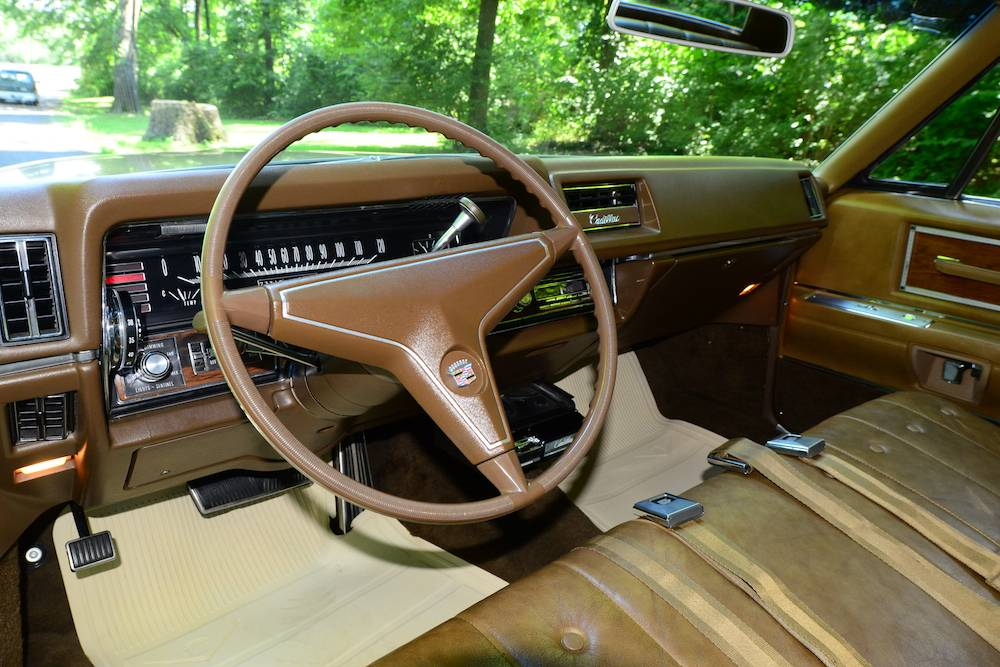
1968 Cadillac Coupe Deville

Была немного изменена панель приборов, все указатели были собраны в более компактный блок. Переднее сидение купе и кабриолетов с раздельными спинками и подлокотником, и заднее сидение с подлокотником были стандартными. У седанов стандартным были передние и задние сидения со сплошной подушкой и спинкой и со складными подлокотниками. Раздельные передние сидения устанавливались по заказу. Все места автомобилей оборудовались поясными ремнями безопасности. По заказу диагональными ремнями безопасности можно было оборудовать передние и задние сидения. Как дополнительный аксессуар к автомобилям предлагалось детское кресло, которое крепилось к сиденью с помощью стандартного ремня безопасности.
Самым главным в этом году стал полностью новый двигатель рабочим объёмом 7,7 литров (472 кубических дюйма) и мощностью 375 л.с. (bhp). Это был самый большой по рабочему объёму двигатель среди американских автомобилей на тот момент, при этом габариты мотора остались прежними. В двигателе было существенно уменьшено общее количество деталей и их соединений, повышена его технологичность. Теперь он полностью отвечал новым требованиям по ограничению выбросов, которые были введены в США с этого года. В передней части чугунного блока цилиндров были интегрированы каналы для прохождения охлаждающей жидкости и подсоединения термостата. Цилиндры были расположены относительно далеко друг от друга, что обеспечило их хорошее охлаждение. Коленчатый вал из высокопрочного чугуна отливался настолько точно, что его противовесы не требовали обработки. В выхлопной системе был увеличен диаметр труб, глушитель стал длиннее и располагался ближе к двигателю, а в самом конце выпускного тракта, за задней осью появился резонатор. Для передачи большего крутящего момента, в карданном приводе заднего моста были установлены увеличенной размерности шарниры равных угловых скоростей (двойные карданы).
За дополнительную плату на автомобили можно было установить дисковые тормоза с вентилируемыми дисками спереди.
Всего было изготовлено 164 472 автомобиля: 82 512 седанов, 63 935 купе и 18 025 кабриолетов→.

## 1969

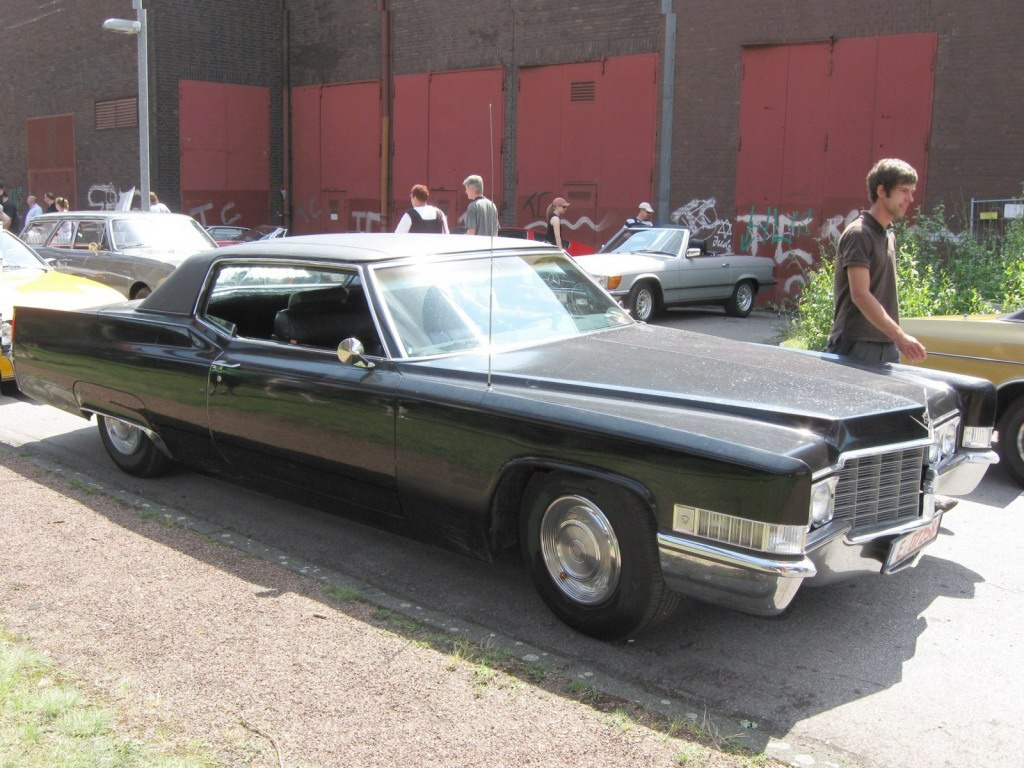
1969 Cadillac Coupe Deville с горизонтально расположенными фарами, без форточек, но с опционной отделкой крыши с блестящей окантовкой

Главным отличием автомобилей этого модельного года стало, вновь, горизонтальное расположение фар. По углам передка разместились подфарники, они заходили на боковины крыльев, фонари бокового света были их продолжением. Исчезли передние форточки, поэтому для создания хорошего воздухообмена при закрытых окнах, применялась новая система вентиляции с большим количеством вентиляционных отверстий и регулировкой направления воздуха внутри салона. Опционная виниловая крыша в этом году имела хромированную окантовку, идущую поверх окон и спускающуюся по задней стойке. На модели Coupe и Hardtop Sedan устанавливали оригинальное заднее стекло «классической» V-образной формы с изломом по центру. Задняя часть автомобиля стала ещё массивнее из-за увеличенного багажника, все лампы были объединены в компактные блоки, расположенные по бокам автомобиля над бампером, который заполнил всю нижнюю часть автомобиля.

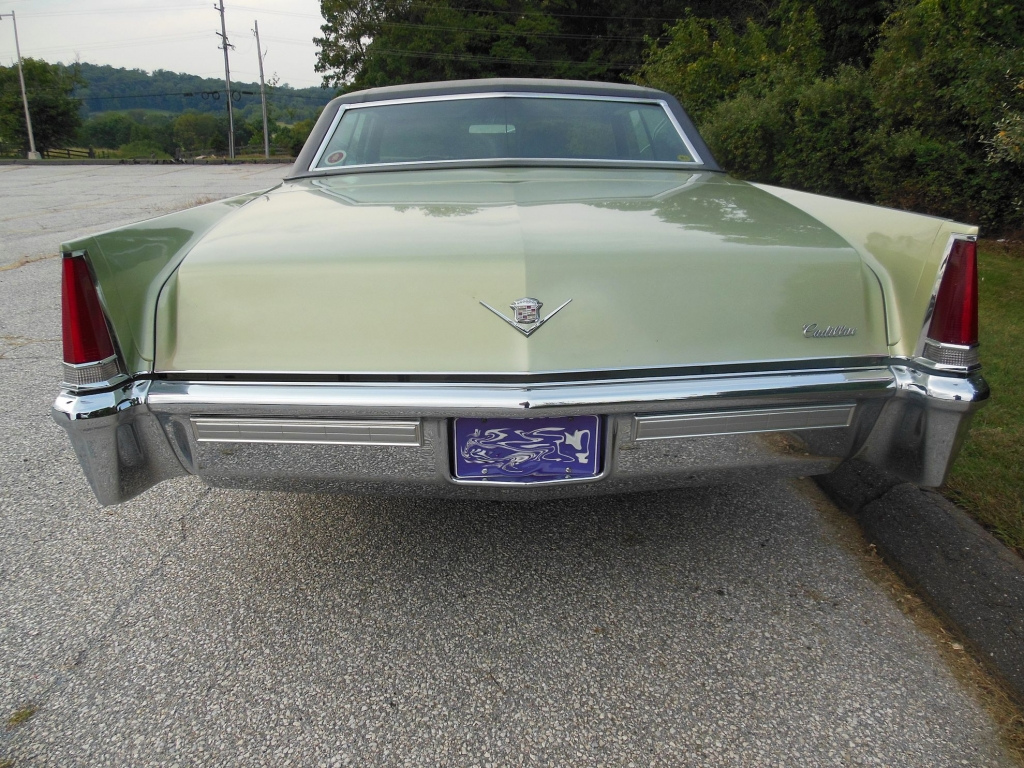
1969 Cadillac Hardtop Sedan Deville, хороши виден излом заднего стекла, компактные блоки задних фонарей и огромный бампер

Немного изменённая под новый кузов рама имела иные переднюю и заднюю поперечины и более глубокие боковины в районе передних колёс. На 20% возросло количество «мягких» (через резиновые прокладки) точек крепления кузова к раме. Во всех дверях появились вваренные в нижнюю часть брусья безопасности, которые передавали нагрузку на кузов при боковом ударе.
Автомобили могли оснащаться двумя раздельными передними сидениями с регулировкой наклона спинки, которые имели электрический привод смещения вперёд-назад (два направления) или полную регулировку по шести направлениям (вперёд-назад, вверх-вниз и по углу наклона спинки). Передние подголовники стандартно устанавливались на все типы сидений. Трёхточечные ремни безопасности стали стандартным оборудованием передних сидений всех моделей, кроме кабриолетов, для которых их можно было заказать отдельно. Повернув рычажок на катушке ремня безопасности можно было ослабить его натяжение для того, чтобы, например, дотянуться до перчаточного ящика. После возвращения в исходную позицию ремень автоматически затягивался.
Новая передняя панель обеспечивала большую защиту и удобство для водителя, перчаточный ящик стал на треть больше. По заказу на автомобили можно было установить кассетный стерео плейер формата Стерео 8. Новое рулевое колесо позволяло включать звуковой сигнал лёгким нажатием на внутреннюю сторону обода. По заказу можно было установить двухтональный звуковой сигнал. Замок зажигания блокировал рулевое колесо в том случае, если вынут ключ. Если водитель забывал ключ в замке зажигания, то при открывании двери раздавались звуковые сигналы. Внутрисалонное зеркало заднего вида стало больше, появились новые, с более богатым внешним видом панели дверей. Щетки стеклоочистителей стали двигаться параллельно, а не навстречу друг другу как это было раньше.
В системе подачи топлива двигателя стали использовать новый топливный насос большей производительности и более простой конструкции. В системе охлаждения появился расширительный бачок, сделанный из прозрачного материала, что позволяло легко контролировать уровень охлаждающей жидкости.
Передняя подвеска была модернизирована, появились новые пружины с иными характеристиками и новые увеличенные сайлент-блоки верхних рычагов. Передние дисковые тормоза с плавающим суппортом и вентилируемыми дисками стали стандартными.
Всего было изготовлено 163 048 автомобилей: 80 848 седанов, 65 755 купе и 16 445 кабриолетов→.

## 1970

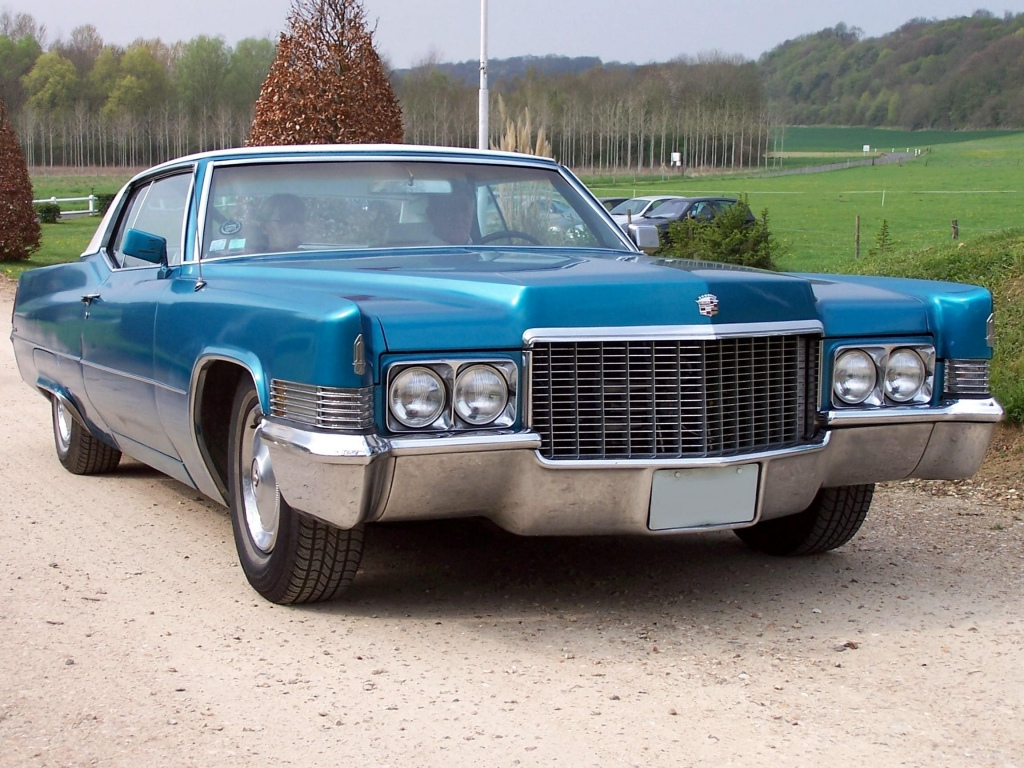
1970 Cadillac Coupe Deville с большой эмблемой Cadillac на капоте и крылышками на передних торцах крыльев

В 1970 модельном году с капота автомобилей исчезла буква V. Взамен неё появилась увеличенная эмблема Cadillac, а на передних торцах крыльев — эмблемы с крылышками. Появились задние фонари новой формы и большая эмблема на багажнике. Лампы заднего хода теперь разместились в нижней части бампера, ближе к центру, а по краям — белые рефлекторы. Задние боковые фонари и отражатели стали встраивать в удлинённые части крыльев поверх бамперов.
Кабриолеты стандартно имели кожаный салон десяти разных цветов. Для них, также стал доступен опционный обогрев заднего стекла с помощью вентилятора, установленного под задней полкой. Салон закрытых автомобилей по заказу, также мог иметь отделку кожей девяти различных оттенков для купе, восьми для седана без центральных стоек и шести для обычного седана. Радиоантенна теперь была встроена в лобовое стекло: две невидимые нити толщиной 0,1 мм были размещены между слоями ветрового стекла, и являлась стандартным оборудованием, вне зависимости от того, установлено радио или нет. Появилось новое рулевое колесо, для подачи звукового сигнала нажимать на него модно было в любом месте: по центру или на каждую из спиц. Для предотвращения намеренного искажения показаний, в одометре, при попытке повернуть его «вспять», срабатывал защитный механизм и между цифрами появлялись блестящие полоски. Обновлённый круиз-контроль включался с помощью переключателя на панели приборов, затем, после разгона автомобиля, требуемая скорость фиксировалась нажатием кнопки на торце рычага включения сигнала поворотов.

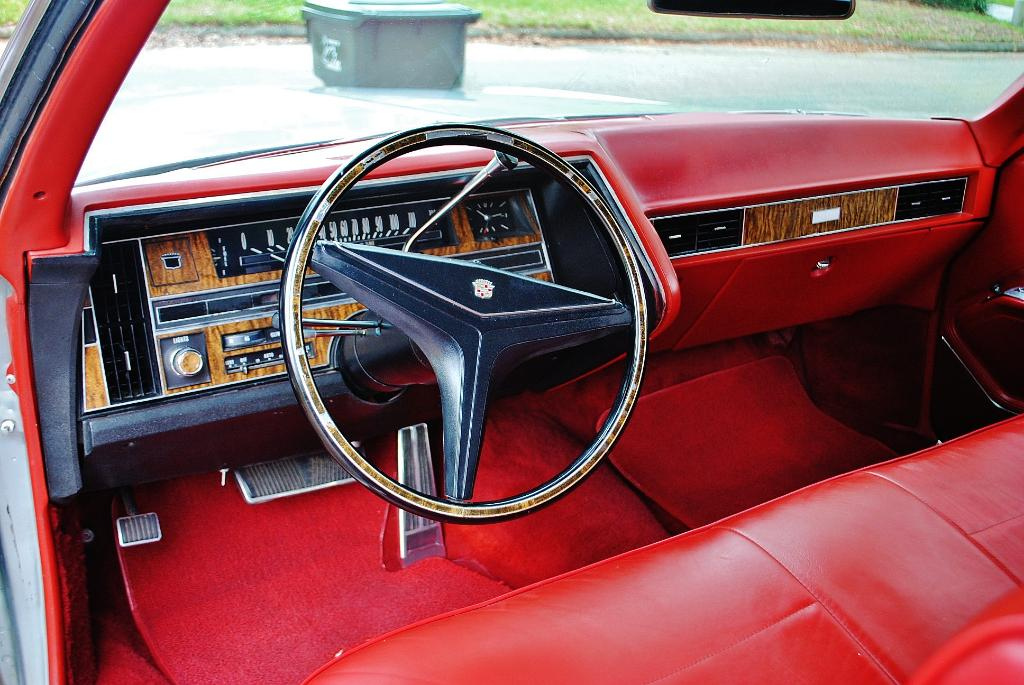
1970 Cadillac Deville Convertible

Задний мост был переработан, в нем стали применяться подшипники увеличенного размера. Спереди впервые использовался поворотный кулак из высокопрочного чугуна, выполненный как единое целое с рулевой тягой и направляющей переднего тормоза. На автомобили стали устанавливать радиальные шины размерности L-78-15 (240R15).
Всего было изготовлено 181 719 автомобилей: 90 504 седана, 76 043 купе и 15 172 кабриолета→.

## Галерея
| Внешние изменения по модельным годам | Внешние изменения по модельным годам | Внешние изменения по модельным годам |
| Модельный год                        | Спереди                              | Сзади                                |
| ------------------------------------ | ------------------------------------ | ------------------------------------ |
| 1965                                 |                                      |                                      |
| 1966                                 |                                      |                                      |
| 1967                                 |                                      |                                      |
| 1968                                 |                                      |                                      |
| 1969                                 |                                      |                                      |
| 1970                                 |                                      |                                      |

## Хронология
| Deville | 49 | 50—53 | 54—56 | 57—58 | 59—60 | 61—64 | 65—70 | 71—76 | 77—84 | 85—93 | 94—99 | 00—05 |

## Комментарии
1. 1 2 3 4 5 6 7  Модельный год[англ.], в отличие от календарного, на фирме Cadillac обычно, но не всегда, начинался в конце сентября, начале октября. Здесь везде, кроме отдельно оговоренных случаев, используются данные за модельный год.
2. 1 2 3 4 5 6 7 8  Brake Horsepower — мощность двигателя без дополнительного оборудования (водяной насос, генератор и т.п.), примерно на 10-15% больше мощности замеренной по современным стандартам (DIN, SAE).
3. 1 2 3 4 5 6  Все технические данные, кроме отдельно отмеченных, взяты из Cadillac Data Book соответствующего года.
4. ↑  Сухая масса автомобиля без технических жидкостей (охлаждающая и тормозная жидкости, моторное  и трансмиссионное масла и т.п.), немного меньше снаряженной массы.

### Cadillac Data Book
1. Cadillac Data Book 1965 (англ.). — USA: Cadillac Motor Car Division, General Motors Corporation, 1964. — P. 121. Архивировано 2 апреля 2023 года.
2. Cadillac Data Book 1966 (англ.). — USA: Cadillac Motor Car Division, General Motors Corporation, 1965. — P. 119. Архивировано 2 апреля 2023 года.
3. 1967 Cadillac Data Book (англ.). — USA: Cadillac Motor Car Division, General Motors Corporation, 1966. — P. 127. Архивировано 2 апреля 2023 года.
4. 1968 Cadillac Data Book (англ.). — USA: Cadillac Motor Car Division, General Motors Corporation, 1967. — P. 159. Архивировано 2 апреля 2023 года.
5. 1969 Cadillac Data Book (англ.). — USA: Cadillac Motor Car Division, General Motors Corporation, 1968. — P. 148. Архивировано 2 апреля 2023 года.
6. 1970 Cadillac Data Book (англ.). — USA: Cadillac Motor Car Division, General Motors Corporation, 1969. — P. 158. Архивировано 2 апреля 2023 года.

### Книги
1. John Gunnell Standard Catalog of Cadillac 1903-2004 в «Книгах Google»